# Championnat de France de basket-ball 2020-2021
Navigation
2019-2020 2021-2022
| \| Boulazac Bourg Chalon Châlons Cholet Dijon Gravelines Le Mans Le Portel Levallois Limoges Monaco Nanterre Orléans Pau Roanne Strasbourg Villeurbanne \| Localisation des clubs engagés. |
| Boulazac Bourg Chalon Châlons Cholet Dijon Gravelines Le Mans Le Portel Levallois Limoges Monaco Nanterre Orléans Pau Roanne Strasbourg Villeurbanne                                       |

La saison 2020-2021 de Jeep Élite est la quatre-vingt-dix-neuvième édition du championnat de France masculin de basket-ball, la trente-quatrième depuis la création de la LNB et la troisième entière sous l'appellation « Jeep Élite ».

## Formule de la compétition
Dix-huit équipes s'affrontent sous forme de matches aller-retour lors de la saison régulière, de septembre 2020 à mai 2021. Chaque équipe dispute en conséquence trente-quatre matches, dont dix-sept à domicile et dix-sept à l'extérieur. Un classement est établi après chaque journée, se basant sur le ratio entre le nombre de victoires et le nombre de matches joués.
Au terme de la phase aller, les équipes classées de la première à la huitième place sont qualifiées pour la Leaders Cup. Cette compétition à élimination directe se déroule durant le mois de février 2021, à Disneyland Paris.
À l'issue de la saison régulière, les huit premières équipes sont qualifiées pour les playoffs. Il était prévu que cette compétition comprenne successivement des quarts de finale au meilleur des trois manches, puis des demi-finales et une finale au meilleur des cinq manches, le vainqueur des playoffs étant désigné champion de France.
Le 1er juin 2021, la LNB a aménagé la phase finale pour tenir compte des perturbations liées au covid-19. Les quarts de finale se dérouleront sur un match sec les 20 et 21 juin sur le terrain du mieux classé. Les vainqueurs se retrouveront pour un Final 4 les 24 et 26 juin à Rouen, les demi-finales et la finale se jouant également sur un match sec. Les qualifications européennes ne dépendront que de la saison régulière.

## Clubs participants

### Clubs engagés
En raison de la pandémie de Covid-19 et de l'arrêt des compétitions qui en a découlé, aucune promotion ni relégation n'a été effectuée. Les dix-huit participants à la compétition sont donc les mêmes que la saison précédente.
| Club                               | Dernière montée | Classement 2019-2020 | Entraîneur         | Depuis | Salle                                                                        | Capacité théorique | Saisons en Pro A |
| ---------------------------------- | --------------- | -------------------- | ------------------ | ------ | ---------------------------------------------------------------------------- | ------------------ | ---------------- |
| AS Monaco                          | 2015            | 1er                  | Zvezdan Mitrović   | 2020   | Salle Gaston Médecin (Monaco)                                                | 3 000              | 23               |
| ASVEL Lyon-Villeurbanne            | 1948            | 2e                   | T.J. Parker        | 2020   | Astroballe (Villeurbanne)                                                    | 5 643              | 72               |
| JDA Dijon                          | 2011            | 3e                   | Laurent Legname    | 2015   | Palais des Sports Jean-Michel-Geoffroy (Dijon)                               | 4 628              | 32               |
| Metropolitans 92                   | 2009            | 4e                   | Jurij Zdovc        | 2020   | Palais des sports Marcel-Cerdan (Levallois-Perret)                           | 4 016              | 53               |
| Jeunesse laïque de Bourg-en-Bresse | 2017            | 5e                   | Savo Vučević       | 2016   | Ekinox (Bourg-en-Bresse)                                                     | 3 548              | 11               |
| Cholet Basket                      | 1987            | 6e                   | Erman Kunter       | 2018   | La Meilleraie (Cholet)                                                       | 5 191              | 34               |
| Nanterre 92                        | 2011            | 7e                   | Pascal Donnadieu   | 1987   | Palais des sports Maurice-Thorez (Nanterre)                                  | 3 000              | 10               |
| Limoges CSP                        | 2012            | 8e                   | Mehdy Mary         | 2020   | Palais des sports de Beaublanc (Limoges)                                     | 5 516              | 36               |
| Le Mans SB                         | 1990            | 9e                   | Elric Delord       | 2019   | Antarès (Le Mans)                                                            | 6 023              | 56               |
| SIG Strasbourg                     | 1999            | 10e                  | Lassi Tuovi        | 2020   | Rhénus Sport (Strasbourg)                                                    | 6 200              | 52               |
| Élan béarnais Pau-Lacq-Orthez      | 2013            | 11e                  | Laurent Vila       | 2017   | Palais des sports de Pau (Pau)                                               | 7 800              | 44               |
| Élan sportif chalonnais            | 1996            | 12e                  | Julien Espinosa    | 2020   | Le Colisée (Chalon-sur-Saône)                                                | 4 540              | 25               |
| Orléans LB                         | 2019            | 13e                  | Germain Castano    | 2017   | Palais des sports (Orléans)                                                  | 3 222              | 12               |
| Champagne Basket                   | 2014            | 14e                  | Cédric Heitz       | 2017   | Complexe René-Tys (Reims) Palais des sports Coubertin (Châlons-en-Champagne) | 2 781 2 791        | 7                |
| Boulazac BD                        | 2017            | 15e                  | Thomas Andrieux    | 2018   | Le Palio (Boulazac Isle Manoire)                                             | 5 200              | 5                |
| Chorale de Roanne                  | 2019            | 16e                  | Jean-Denys Choulet | 2020   | Halle André-Vacheresse (Roanne)                                              | 5 020              | 14               |
| BCM Gravelines-Dunkerque           | 1988            | 17e                  | Serge Crevecoeur   | 2020   | Sportica (Gravelines)                                                        | 3 043              | 33               |
| ESSM Le Portel                     | 2016            | 18e                  | Éric Girard        | 2020   | Le Chaudron (Le Portel)                                                      | 3 500              | 4                |

### Changements d'entraîneur
| Club                     | Entraîneur(s) partant(s) | Motif du départ            | Date de départ | Position   | Entraîneur(s) arrivant(s) | Date d'arrivée | Ref   |
| ------------------------ | ------------------------ | -------------------------- | -------------- | ---------- | ------------------------- | -------------- | ----- |
| Metropolitans 92         | Frédéric Fauthoux        | Accord avec le club        | 4 mai 2020     | Pré-saison | Jurij Zdovc               | 7 mai 2020     | ,     |
| ASVEL Lyon-Villeurbanne  | Zvezdan Mitrović         | Renvoi                     | 21 mai 2020    | Pré-saison | T.J. Parker               | 17 juin 2020   | ,     |
| ESSM Le Portel           | Christian Monschau       | Renvoi                     | 29 mai 2020    | Pré-saison | Éric Girard               | 29 mai 2020    | [ 8 ] |
| AS Monaco                | Saša Obradović           | Contrat dans un autre club | 8 juin 2020    | Pré-saison | Zvezdan Mitrović          | 2 juillet 2020 | ,     |
| BCM Gravelines Dunkerque | Serge Crevecoeur         | Renvoi                     | 3 mai 2021     |            | JD Jackson                | 5 mai 2021     | ,     |

## Saison régulière
La réforme devant faire passer le championnat Élite de 18 à 16 clubs a été repoussée à au moins 2023 à la suite de la crise du Covid-19. Il y aura ainsi, comme les saisons précédentes, deux relégations à la fin de cette saison.

### Classement
| Rang | Équipe               | %  | J  | G  | P  | Pp   | Pc   | GA   |
| ---- | -------------------- | -- | -- | -- | -- | ---- | ---- | ---- |
| 1    | Dijon L              | 79 | 34 | 27 | 7  | 2762 | 2539 | 223  |
| 2    | Lyon-Villeurbanne    | 79 | 34 | 27 | 7  | 3083 | 2655 | 428  |
| 3    | Strasbourg           | 71 | 34 | 24 | 10 | 2814 | 2698 | 116  |
| 4    | Monaco               | 71 | 34 | 24 | 10 | 2834 | 2594 | 240  |
| 5    | Bourg-en-Bresse      | 65 | 34 | 22 | 12 | 2910 | 2729 | 181  |
| 6    | Boulogne-Levallois   | 59 | 34 | 20 | 14 | 2730 | 2626 | 104  |
| 7    | Le Mans              | 56 | 34 | 19 | 15 | 2909 | 2870 | 39   |
| 8    | Orléans              | 56 | 34 | 19 | 15 | 2891 | 2732 | 159  |
| 9    | Limoges              | 50 | 34 | 17 | 17 | 2583 | 2664 | -81  |
| 10   | Nanterre             | 50 | 34 | 17 | 17 | 2849 | 2807 | 42   |
| 11   | Pau-Lacq-Orthez      | 47 | 34 | 16 | 18 | 2753 | 2819 | -66  |
| 12   | Châlons-Reims        | 38 | 34 | 13 | 21 | 2754 | 2896 | -142 |
| 13   | Le Portel            | 38 | 34 | 13 | 21 | 2751 | 2751 | 0    |
| 14   | Cholet               | 35 | 34 | 12 | 22 | 2815 | 2842 | -27  |
| 15   | Gravelines-Dunkerque | 32 | 34 | 11 | 23 | 2871 | 2863 | 8    |
| 16   | Roanne               | 32 | 34 | 11 | 23 | 2712 | 2836 | -124 |
| 17   | Chalon-sur-Saône     | 29 | 34 | 10 | 24 | 2771 | 2961 | -190 |
| 18   | Boulazac             | 12 | 34 | 4  | 30 | 2629 | 2977 | -348 |

| Légende :                            |
| - Qualification pour les playoffs    |
| - Relégation en Pro B                |
| L : Vainqueur de la Leaders Cup 2020 |
| 0                                    |

### Matches
| Résultats (dom.\ext.)                                              | BOU    | B-L    | BeB     | CHA    | CHR   | CHO    | DIJ    | GRA    | LEM    | LEP    | LIM   | LYO    | MON   | NAN    | ORL    | PAU    | ROA     | STR   |
| Boulazac                                                           |        | 85-91  | 68-81   | 87-88  | 81-70 | 77-83  | 76-86  | 75-80  | 99-105 | 70-71  | 63-72 | 67-95  | 71-77 | 74-96  | 73-92  | 78-86  | 82-72   | 79-86 |
| Boulogne-Levallois                                                 | 98-79  |        | 76-79   | 88-80  | 77-71 | 72-68  | 65-75  | 89-57  | 101-92 | 85-60  | 82-76 | 106-87 | 78-85 | 73-67  | 87-65  | 84-77  | 75-69   | 63-71 |
| Bourg-en-Bresse                                                    | 92-86  | 86-77  |         | 88-85  | 84-74 | 93-61  | 89-84  | 67-84  | 98-78  | 101-72 | 66-69 | 70-79  | 73-74 | 97-72  | 88-82  | 88-58  | 80-63   | 73-81 |
| Chalon-sur-Saône                                                   | 80-68  | 72-78  | 96-90   |        | 94-91 | 84-79  | 81-90  | 81-80  | 69-85  | 89-75  | 95-96 | 85-75  | 78-86 | 87-97  | 83-80  | 76-78  | 80-85   | 54-76 |
| Châlons-Reims                                                      | 84-75  | 73-87  | 108-103 | 78-87  |       | 94-89  | 80-90  | 87-70  | 72-77  | 88-82  | 74-72 | 73-85  | 98-92 | 74-83  | 75-74  | 102-86 | 83-81   | 72-79 |
| Cholet                                                             | 116-80 | 82-95  | 96-89   | 91-73  | 87-98 |        | 83-73  | 105-90 | 88-95  | 86-78  | 81-82 | 73-82  | 76-87 | 83-88  | 91-70  | 75-78  | 83-72   | 90-97 |
| Dijon                                                              | 86-77  | 66-64  | 80-71   | 85-75  | 87-72 | 89-81  |        | 83-73  | 90-86  | 73-57  | 75-70 | 81-74  | 86-83 | 78-67  | 74-71  | 87-71  | 96-64   | 81-87 |
| Gravelines-Dunkerque                                               | 100-84 | 72-61  | 90-98   | 89-88  | 84-80 | 100-96 | 67-81  |        | 91-77  | 63-73  | 65-77 | 61-94  | 74-91 | 81-102 | 64-77  | 80-100 | 77-43   | 78-81 |
| Le Mans                                                            | 98-83  | 95-88  | 85-86   | 98-78  | 84-87 | 85-84  | 80-86  | 69-64  |        | 90-61  | 91-68 | 105-96 | 71-86 | 95-86  | 87-93  | 88-78  | 97-84   | 97-79 |
| Le Portel                                                          | 81-77  | 73-86  | 78-84   | 84-83  | 78-76 | 65-91  | 65-73  | 89-65  | 88-63  |        | 70-64 | 69-99  | 71-81 | 78-75  | 85-84  | 58-72  | 79-77   | 74-80 |
| Limoges                                                            | 84-74  | 85-79  | 74-72   | 96-90  | 73-66 | 77-71  | 69-103 | 87-77  | 84-88  | 91-68  |       | 60-83  | 59-75 | 76-85  | 74-82  | 96-87  | 62-86   | 68-81 |
| Lyon-Villeurbanne                                                  | 96-80  | 81-63  | 102-104 | 102-75 | 97-71 | 82-64  | 76-84  | 96-68  | 89-75  | 101-66 | 84-75 |        | 92-68 | 96-92  | 93-83  | 106-90 | 101-93  | 87-75 |
| Monaco                                                             | 76-69  | 62-72  | 86-94   | 90-60  | 94-76 | 76-97  | 70-62  | 122-69 | 75-52  | 82-60  | 86-59 | 73-98  |       | 90-67  | 92-80  | 102-95 | 86-61   | 72-85 |
| Nanterre                                                           | 84-86  | 73-65  | 82-95   | 97-84  | 96-71 | 76-80  | 77-86  | 67-72  | 97-93  | 76-75  | 66-88 | 83-101 | 86-79 |        | 99-87  | 115-77 | 74-79   | 89-80 |
| Orléans                                                            | 91-68  | 90-79  | 78-70   | 87-79  | 99-79 | 101-63 | 74-69  | 104-69 | 79-87  | 79-67  | 78-73 | 66-80  | 85-86 | 89-98  |        | 85-75  | 108-100 | 91-65 |
| Pau-Lacq-Orthez                                                    | 89-60  | 93-98  | 76-83   | 99-86  | 86-97 | 73-62  | 79-54  | 80-64  | 90-81  | 90-68  | 78-70 | 84-90  | 86-90 | 86-79  | 72-101 |        | 60-81   | 73-69 |
| Roanne                                                             | 91-94  | 80-67  | 102-97  | 97-84  | 98-83 | 96-88  | 81-91  | 76-89  | 90-72  | 74-77  | 77-83 | 75-89  | 84-78 | 66-77  | 91-95  | 72-80  |         | 78-82 |
| Strasbourg                                                         | 100-84 | 100-81 | 73-81   | 96-92  | 85-77 | 75-72  | 84-78  | 83-64  | 83-88  | 83-94  | 66-74 | 98-95  | 70-82 | 86-81  | 97-91  | 94-71  | 87-74   |       |
| - Victoire à domicile - Victoire à l'extérieur - Match non disputé |        |        |         |        |       |        |        |        |        |        |       |        |       |        |        |        |         |       |

### Évolution du classement
| Journées →           | 1     | 2     | 3     | 4     | 5     | 6     | 7     | 8     | 9     | 10    | 11    | 12 | 13 | 14 | 15 | 16 | 17 | 18 | 19 | 20 | 21 | 22 | 23 | 24 | 25 | 26 | 27 | 28 | 29 | 30 | 31 | 32 | 33 | 34 | PO | Rel. |
|                      |       |       |       |       |       |       |       |       |       |       |       |    |    |    |    |    |    |    |    |    |    |    |    |    |    |    |    |    |    |    |    |    |    |    |    |      |
| -------------------- | ----- | ----- | ----- | ----- | ----- | ----- | ----- | ----- | ----- | ----- | ----- | -- | -- | -- | -- | -- | -- | -- | -- | -- | -- | -- | -- | -- | -- | -- | -- | -- | -- | -- | -- | -- | -- | -- | -- | ---- |
| Boulazac             | 18 -1 | 18 -2 | 18 -3 | 18 -4 | 17 -4 | 18 -3 | 18 -4 | 18 -5 | 18 -6 | 18 -7 | 18 -8 |    |    |    |    |    |    |    |    |    |    |    |    |    |    |    |    |    |    |    |    |    |    |    |    | 11   |
| Boulogne-Levallois   | 1 +1  | 1     | 1     | 1 -1  | 1 -2  | 1 -2  | 2 -3  | 2 -4  | 2 -4  | 2 -4  | 2 -4  |    |    |    |    |    |    |    |    |    |    |    |    |    |    |    |    |    |    |    |    |    |    |    | 11 |      |
| Bourg-en-Bresse      | 2 +1  | 2     | 2     | 2 -1  | 2 -2  | 3 -3  | 3 -4  | 3 -5  | 3 -6  | 1 -6  | 1 -7  |    |    |    |    |    |    |    |    |    |    |    |    |    |    |    |    |    |    |    |    |    |    |    | 11 |      |
| Chalon-sur-Saône     | 8     | 15    | 15    | 14    | 16    | 17 -1 | 16 -2 | 16 -3 | 16 -4 | 16 -5 | 16 -6 |    |    |    |    |    |    |    |    |    |    |    |    |    |    |    |    |    |    |    |    |    |    |    | 1  | 1    |
| Châlons-Reims        | 17 -1 | 12 -1 | 13 -2 | 15 -2 | 18 -2 | 15 -1 | 17 -1 | 17 -2 | 17 -3 | 17 -4 | 17 -5 |    |    |    |    |    |    |    |    |    |    |    |    |    |    |    |    |    |    |    |    |    |    |    |    | 7    |
| Cholet               | 15    | 10    | 12    | 13    | 15    | 16 -1 | 15 -2 | 15 -3 | 15 -4 | 15 -5 | 15 -6 |    |    |    |    |    |    |    |    |    |    |    |    |    |    |    |    |    |    |    |    |    |    |    |    |      |
| Dijon                | 5     | 5 -1  | 5 -2  | 4 -2  | 3 -2  | 2 -2  | 1 -2  | 1 -3  | 1 -4  | 3 -4  | 3 -5  |    |    |    |    |    |    |    |    |    |    |    |    |    |    |    |    |    |    |    |    |    |    |    | 11 |      |
| Gravelines-Dunkerque | 14    | 16    | 17    | 12    | 13 -1 | 14 -1 | 14 -2 | 14 -3 | 14 -4 | 14 -5 | 14 -6 |    |    |    |    |    |    |    |    |    |    |    |    |    |    |    |    |    |    |    |    |    |    |    |    | 1    |
| Le Mans              | 4     | 4 -1  | 3 -1  | 3 -2  | 4 -3  | 6 -3  | 11 -3 | 11 -4 | 10 -5 | 10 -6 | 10 -7 |    |    |    |    |    |    |    |    |    |    |    |    |    |    |    |    |    |    |    |    |    |    |    | 6  |      |
| Le Portel            | 16 -1 | 17 -2 | 14 -2 | 16 -2 | 12 -2 | 9 -1  | 8 -2  | 8 -3  | 9 -4  | 9 -5  | 8 -6  |    |    |    |    |    |    |    |    |    |    |    |    |    |    |    |    |    |    |    |    |    |    |    | 3  | 1    |
| Limoges              | 10    | 8     | 7     | 6     | 6 -1  | 8 -1  | 7 -2  | 7 -3  | 6 -4  | 6 -5  | 9 -5  |    |    |    |    |    |    |    |    |    |    |    |    |    |    |    |    |    |    |    |    |    |    |    | 9  |      |
| Lyon-Villeurbanne    | 9     | 7     | 11    | 8     | 9 -1  | 11 -2 | 10 -3 | 10 -4 | 7 -4  | 7 -5  | 5 -6  |    |    |    |    |    |    |    |    |    |    |    |    |    |    |    |    |    |    |    |    |    |    |    | 5  |      |
| Monaco               | 11    | 11 -1 | 8 -1  | 10 -2 | 7 -2  | 5 -3  | 6 -4  | 6 -5  | 5 -6  | 4 -6  | 4 -6  |    |    |    |    |    |    |    |    |    |    |    |    |    |    |    |    |    |    |    |    |    |    |    | 8  |      |
| Nanterre             | 7 +1  | 9     | 10 -1 | 7 -1  | 5 -1  | 4 -2  | 5 -3  | 5 -4  | 4 -5  | 5 -6  | 7 -6  |    |    |    |    |    |    |    |    |    |    |    |    |    |    |    |    |    |    |    |    |    |    |    | 9  |      |
| Orléans              | 3     | 3 -1  | 4 -2  | 11 -1 | 8 -1  | 10 -2 | 9 -3  | 9 -4  | 12 -4 | 12 -5 | 12 -6 |    |    |    |    |    |    |    |    |    |    |    |    |    |    |    |    |    |    |    |    |    |    |    | 4  |      |
| Pau-Lacq-Orthez      | 6     | 6 -1  | 6 -2  | 5 -3  | 10 -3 | 7 -3  | 4 -3  | 4 -4  | 8 -4  | 8 -5  | 6 -6  |    |    |    |    |    |    |    |    |    |    |    |    |    |    |    |    |    |    |    |    |    |    |    | 10 |      |
| Roanne               | 12    | 13 -1 | 16 -1 | 17 -1 | 14 -1 | 13 -2 | 13 -3 | 13 -4 | 13 -5 | 13 -6 | 13 -7 |    |    |    |    |    |    |    |    |    |    |    |    |    |    |    |    |    |    |    |    |    |    |    |    | 1    |
| Strasbourg           | 13    | 14 -1 | 9 -1  | 9     | 11    | 12 +1 | 12    | 12 -1 | 11 -2 | 11 -3 | 11 -4 |    |    |    |    |    |    |    |    |    |    |    |    |    |    |    |    |    |    |    |    |    |    |    |    |      |

En exposant vert (+1, +2...), les équipes comptant un ou plusieurs matchs d'avance :
1. ↑  Monaco - Boulogne-Levallois et Nanterre - Bourg-en-Bresse, matchs de la 2e journée, sont avancés avant la 1re journée pour permettre à ces quatre équipes de jouer la 1re journée de l'EuroCoupe.
2. ↑  Strasbourg - Orléans, match de la 8e journée, est avancé entre la 3e et la 4e journée.
3. ↑  Monaco - Limoges, match de la 14e journée, est avancé lors de la 11e journée pour permettre la diffusion télévisuelle de matchs durant le confinement de novembre.
4. ↑  Boulogne-Levallois - Pau-Lacq-Orthez, match de la 17e journée, est avancé lors de la 9e journée pour permettre la diffusion télévisuelle de matchs durant le confinement de novembre.
5. ↑  Lyon-Villeurbanne - Orléans, match de la 21e journée, est avancé lors de la 9e journée pour permettre la diffusion télévisuelle de matchs durant le confinement de novembre.
6. ↑  Monaco - Dijon, match de la 30e journée, est avancé lors de la 10e journée pour permettre la diffusion télévisuelle de matchs durant le confinement de novembre.

En exposant rouge (-1, -2...), les équipes comptant un ou plusieurs matchs de retard :
1. ↑  Plusieurs matchs de la 1re journée sont reportés :
  - Le Portel - Châlons-Reims est reporté entre la 5e et la 6e journée pour cas de coronavirus[14] ;
  - Boulazac - Monaco est reporté à une date ultérieure pour cas de coronavirus[15].
2. ↑  Plusieurs matchs de la 2e journée sont reportés :
  - Strasbourg - Boulazac est reporté entre la 5e et la 6e journée pour cas de coronavirus[15];
  - Pau-Lacq-Orthez - Le Mans sont reportés entre la 6e et la 7e journée pour cas de coronavirus[16] ;
  - Le Portel - Orléans est reporté à une date ultérieure pour cas de coronavirus[14] ;
  - Roanne - Dijon est reporté à une date ultérieure pour permettre à Dijon de jouer le Final Eight de la Ligue des Champions.
3. ↑  Plusieurs matchs de la 3e journée sont reportés :
  - Dijon - Châlons-Reims est reporté entre la 6e et la 7e journée pour permettre à Dijon de jouer le Final Eight de la Ligue des Champions ;
  - Orléans - Pau-Lacq-Orthez et Boulazac - Nanterre sont reportés à une date ultérieure pour cas de coronavirus[17].
4. ↑  Plusieurs matchs de la 4e journée sont reportés :
  - Boulogne-Levallois - Boulazac, Bourg-en-Bresse - Le Mans et Pau-Lacq-Orthez - Monaco sont reportés pour cas de coronavirus[18].
5. ↑  Plusieurs matchs de la 5e journée sont reportés :
  - Le Mans - Boulogne-Levallois, Limoges - Bourg-en-Bresse et Lyon-Villeurbanne - Gravelines-Dunkerque sont reportés pour cas de coronavirus[19].
6. ↑  Plusieurs matchs de la 6e journée sont reportés :
  - Bourg-en-Bresse - Orléans, ASVEL - Nanterre et Cholet - Monaco sont reportés pour cas de coronavirus[20] ;
  - Chalon-sur-Saône - Roanne est reporté car un huis clos a été imposé.[21],[22]
7. ↑  L'intégralité des matchs de la 7e journée est reportée en raison du confinement[21],[23] : 
  - Orléans - Gravelines-Dunkerque, Le Portel - Lyon-Villeurbanne, Boulazac - Le Mans, Nanterre - Cholet, Limoges - Pau-Lacq-Orthez, Dijon - Bourg-en-Bresse, Roanne - Boulogne-Levallois, Monaco - Strasbourg et Châlons-Reims - Chalon-sur-Saône sont reportés à une date ultérieure.
8. ↑  8 des 9 matchs de la 8e journée sont reportés en raison du confinement[21],[23] : 
  - Boulogne-Levallois - Nanterre est reporté lors de la 11e journée ;
  - Cholet - Dijon est reporté entre la 12e et la 13e journée ;
  - Gravelines-Dunkerque - Châlons-Reims, Pau-Lacq_orthez - Roanne, Bourg-en-Bresse - Boulazac, Chalon-sur-Saône - Le Portel, Lyon-Villeurbanne - Monaco et Le Mans - Limoges sont reportés à une date ultérieure.
9. ↑  L'intégralité des matchs de la 9e journée est reportée en raison du confinement[21],[23] : 
  - Boulazac - Lyon-Villeurbanne, Orléans - Boulogne-Levallois, Le Portel - Le Mans, Nanterre - Dijon, Cholet - Pau-Lacq-Orthez, Roanne - Strasbourg, Monaco - Gravelines-Dunkerque, Châlons-Reims - Bourg-en-Bresse et Limoges - Chalon-sur-Saône sont reportés à une date ultérieure.
10. ↑  8 des 9 matchs de la 10e journée est reportée en raison du confinement[21],[23] : 
  - Roanne - Boulazac, Gravelines-Dunkerque - Le Portel, Strasbourg - Cholet, Dijon - Monaco, Pau-Lacq-Orthez - Châlons-Reims, Lyon-Villeurbanne - Le Mans, Limoges - Orléans et Chalon-sur-Saône-Nanterre sont reportés à une date ultérieure.
11. ↑  L'intégralité des matchs de la 11e journée est reportée en raison du confinement[21],[23] :
  - Châlons-Reims - Roanne, Le Mans - Dijon, Boulazac - Cholet, Bourg-en-Bresse - Chalon-sur-Saône, Orléans - Monaco, Lyon-Villeurbanne - Limoges, Nanterre - Gravelines-Dunkerque, Strasbourg - Pau-Lacq-Orthez et Le Portel - Boulogne-Levallois sont reportés à une date ultérieure.

## Play-offs
|  | Quarts-de-finale 20 et 21 juin 2021 | Quarts-de-finale 20 et 21 juin 2021 |               |    | Demi-finales 24 juin 2021          | Demi-finales 24 juin 2021          |  |  | Finale 26 juin 2021                | Finale 26 juin 2021                |
|  | Quarts-de-finale 20 et 21 juin 2021 | Quarts-de-finale 20 et 21 juin 2021 |               |    | Demi-finales 24 juin 2021          | Demi-finales 24 juin 2021          |  |  | Finale 26 juin 2021                | Finale 26 juin 2021                |
|  |                                     |                                     |               |    |                                    |                                    |  |  |                                    |                                    |
|  | Le 20/06/2021, à Dijon              | Le 20/06/2021, à Dijon              |               |    | Le 24/06/2021, à Rouen (Kindarena) | Le 24/06/2021, à Rouen (Kindarena) |  |  | Le 26/06/2021, à Rouen (Kindarena) | Le 26/06/2021, à Rouen (Kindarena) |
|  | Le 20/06/2021, à Dijon              | Le 20/06/2021, à Dijon              |               |    | Le 24/06/2021, à Rouen (Kindarena) | Le 24/06/2021, à Rouen (Kindarena) |  |  | Le 26/06/2021, à Rouen (Kindarena) | Le 26/06/2021, à Rouen (Kindarena) |
|  | (1) JDA Dijon                       | 83                                  |               |    | Le 24/06/2021, à Rouen (Kindarena) | Le 24/06/2021, à Rouen (Kindarena) |  |  | Le 26/06/2021, à Rouen (Kindarena) | Le 26/06/2021, à Rouen (Kindarena) |
|  | (1) JDA Dijon                       | 83                                  |               |    | Le 24/06/2021, à Rouen (Kindarena) | Le 24/06/2021, à Rouen (Kindarena) |  |  | Le 26/06/2021, à Rouen (Kindarena) | Le 26/06/2021, à Rouen (Kindarena) |
|  | (8) Orléans                         | 59                                  |               |    | Le 24/06/2021, à Rouen (Kindarena) | Le 24/06/2021, à Rouen (Kindarena) |  |  | Le 26/06/2021, à Rouen (Kindarena) | Le 26/06/2021, à Rouen (Kindarena) |
|  | (8) Orléans                         | 59                                  | (1) JDA Dijon | 79 |                                    |                                    |  |  | Le 26/06/2021, à Rouen (Kindarena) | Le 26/06/2021, à Rouen (Kindarena) |
|  | Le 21/06/2021, à Monaco             |                                     | (1) JDA Dijon | 79 |                                    |                                    |  |  | Le 26/06/2021, à Rouen (Kindarena) | Le 26/06/2021, à Rouen (Kindarena) |
|  |                                     | (4) Monaco                          | 68            |    |                                    |                                    |  |  | Le 26/06/2021, à Rouen (Kindarena) | Le 26/06/2021, à Rouen (Kindarena) |
|  | (4) Monaco                          | (4) Monaco                          | 68            | 91 |                                    |                                    |  |  | Le 26/06/2021, à Rouen (Kindarena) | Le 26/06/2021, à Rouen (Kindarena) |
|  | (4) Monaco                          |                                     |               | 91 |                                    |                                    |  |  | Le 26/06/2021, à Rouen (Kindarena) | Le 26/06/2021, à Rouen (Kindarena) |
|  | (5) JL Bourg-en-Bresse              | 72                                  |               |    |                                    |                                    |  |  | Le 26/06/2021, à Rouen (Kindarena) | Le 26/06/2021, à Rouen (Kindarena) |
|  | (5) JL Bourg-en-Bresse              | 72                                  | (1) JDA Dijon | 74 |                                    |                                    |  |  |                                    |                                    |
|  | Le 21/06/2021, à Villeurbanne       |                                     | (1) JDA Dijon | 74 |                                    |                                    |  |  |                                    |                                    |
|  |                                     | (2) ASVEL                           | 87            |    |                                    |                                    |  |  |                                    |                                    |
|  | (2) ASVEL                           | (2) ASVEL                           | 87            | 97 |                                    |                                    |  |  |                                    |                                    |
|  | (2) ASVEL                           | Le 24/06/2021, à Rouen (Kindarena)  |               | 97 |                                    |                                    |  |  |                                    |                                    |
|  | (6) Boulogne-Levallois              | 79                                  |               |    |                                    |                                    |  |  |                                    |                                    |
|  | (6) Boulogne-Levallois              | 79                                  | (2) ASVEL     | 83 |                                    |                                    |  |  |                                    |                                    |
|  | Le 21/06/2021, à Gries              |                                     | (2) ASVEL     | 83 |                                    |                                    |  |  |                                    |                                    |
|  |                                     | (3) Strasbourg IG                   | 67            |    |                                    |                                    |  |  |                                    |                                    |
|  | (3) Strasbourg IG                   | (3) Strasbourg IG                   | 67            | 79 |                                    |                                    |  |  |                                    |                                    |
|  | (3) Strasbourg IG                   |                                     |               | 79 |                                    |                                    |  |  |                                    |                                    |
|  | (7) Le Mans SB                      | 68                                  |               |    |                                    |                                    |  |  |                                    |                                    |
|  | (7) Le Mans SB                      | 68                                  |               |    |                                    |                                    |  |  |                                    |                                    |

## Récompenses individuelles

### Trophées LNB
| Meilleur joueur (MVP) - Bonzie Colson (SIG Strasbourg) Meilleur marqueur - Danilo Anđušić (Monaco) Meilleur entraîneur - Zvezdan Mitrović (Monaco) Meilleur défenseur - Moustapha Fall (ASVEL Lyon-Villeurbanne) | Meilleur jeune - Victor Wembanyama (Nanterre 92) Meilleur sixième homme - Pierre Pelos (JL Bourg) Meilleur contreur - Victor Wembanyama (Nanterre 92) |

## Clubs engagés en Coupe d'Europe

### Euroligue
| Équipe     | Saison régulière | Saison régulière | Playoffs | Playoffs       | Bilan général  |
| Équipe     | Résultat         | Vic-Déf (%Vic)   | Résultat | Vic-Déf (%Vic) | Vic-Déf (%Vic) |
| ---------- | ---------------- | ---------------- | -------- | -------------- | -------------- |
| LDLC ASVEL | 14e              | 13 - 21 (38%)    | Éliminé  | Éliminé        | 13 - 21 (38%)  |

### EuroCoupe
| Équipe           | Saison régulière | Saison régulière | Top 16          | Top 16         | Playoffs      | Playoffs       | Bilan général  |
| Équipe           | Résultat         | Vic-Déf (%Vic)   | Résultat        | Vic-Déf (%Vic) | Résultat      | Vic-Déf (%Vic) | Vic-Déf (%Vic) |
| ---------------- | ---------------- | ---------------- | --------------- | -------------- | ------------- | -------------- | -------------- |
| JL Bourg         | 3e du groupe A   | 6 - 4 (60%)      | 4e du groupe G  | 0 - 6 (0%)     | Éliminé       | Éliminé        | 6 - 10 (38%)   |
| Metropolitans 92 | 1er du groupe B  | 7 - 3 (70%)      | 1er du groupe F | 4 - 2 (67%)    | 1/4 de finale | 0 - 2 (0%)     | 11 - 7 (61%)   |
| AS Monaco        | 3e du groupe C   | 6 - 4 (60%)      | 1er du groupe E | 5 - 1 (83%)    | Champion      | 6 - 1 (86%)    | 17 - 6 (74%)   |
| Nanterre 92      | 4e du groupe D   | 4 - 6 (40%)      | 3e du groupe E  | 2 - 4 (33%)    | Éliminé       | Éliminé        | 6 - 10 (38%)   |

### Ligue des Champions
| Équipe         | Qualifications                                | Qualifications                                | Saison régulière | Saison régulière | Playoffs       | Playoffs       | Final 8  | Final 8        | Bilan général  |
| Équipe         | Résultat                                      | Vic-Déf (%Vic)                                | Résultat         | Vic-Déf (%Vic)   | Résultat       | Vic-Déf (%Vic) | Résultat | Vic-Déf (%Vic) | Vic-Déf (%Vic) |
| -------------- | --------------------------------------------- | --------------------------------------------- | ---------------- | ---------------- | -------------- | -------------- | -------- | -------------- | -------------- |
| Cholet Basket  | Directement qualifié pour la saison régulière | Directement qualifié pour la saison régulière | 3e du groupe C   | 2 - 4 (33%)      | Éliminé        | Éliminé        | Éliminé  | Éliminé        | 2 - 4 (33%)    |
| JDA Dijon      | Directement qualifié pour la saison régulière | Directement qualifié pour la saison régulière | 3e du groupe B   | 4 - 2 (67%)      | Éliminé        | Éliminé        | Éliminé  | Éliminé        | 4 - 2 (67%)    |
| Limoges CSP    | Directement qualifié pour la saison régulière | Directement qualifié pour la saison régulière | 4e du groupe G   | 2 - 4 (33%)      | Éliminé        | Éliminé        | Éliminé  | Éliminé        | 2 - 4 (33%)    |
| SIG Strasbourg | Directement qualifié pour la saison régulière | Directement qualifié pour la saison régulière | 1er du groupe E  | 4 - 2 (67%)      | 2e du groupe K | 3 - 3 (50%)    | 4e place | 1 - 2 (33%)    | 8 - 7 (53%)    |

### Coupe d'Europe FIBA
Aucun club français ne participe à cette compétition.